# アメリカ・ファースト・フィールド
アメリカ・ファースト・フィールド（英語: America First Field）は、ユタ州のソルトレイクシティ郊外のサンディに所在するサッカー専用スタジアム。MLS所属のレアル・ソルトレイクとNWSL所属のユタ・ロイヤルズFCのホームスタジアム。サッカースタジアムとしては最大20,000人を収容し、コンサートでは最大25,000人を収容する。

## 概要
MLS所属のレアル・ソルトレイクのホームスタジアムとして建設された。2008年9月、資源大手のリオ・ティントが10年間の契約でネーミング・ライツを取得した。スタジアムが初めて使用されたのは2008年10月9日、MLSのレアル・ソルトレイク対ニューヨーク・レッドブルズの試合だった。
また、サッカーアメリカ合衆国代表のホームスタジアムの一つとして、2010 FIFAワールドカップ・北中米カリブ海予選の最終予選で使用され、2014 FIFAワールドカップ・北中米カリブ海予選の最終予選でも1試合が開催された。
2009年5月に初のコンサートがイーグルスによって行われ、その後ポール・マッカートニーやキッスも行った。
2017年7月17日、マンチェスター・ユナイテッドFCがプレシーズンツアーの一環としてレアル・ソルトレイクと親善試合を行った。
2022年9月10日、国内の信用組合であるアメリカ・ファースト・クレジット・ユニオン社が命名権を購入し、アメリカ・ファースト・フィールド (America First Field)と命名された。